# Caroline af Oranien-Nassau-Diez
Vilhelmine Caroline af Oranien-Nassau-Diez (født 28. februar 1743 i Leeuwarden, død 5. marts 1787 i Kirchheimbolanden) var datter af arvestatholder Vilhelm 4. af Oranien og den britisk fødte prinsesse Anne.
Caroline af Oranien stod til rådighed som en mulig regentinde i Nederlandene. I kraft af sit ægteskab var hun fyrstinde af Nassau-Weilburg.

## Regentinde i Nederlandene
Som datter af arvestatholderen havde Caroline en nær arveret til Nederlandene. Hun var tronfølger i to perioder. I 1765–1766 var hun Nederlandenes regentinde.
På grund af Carolines nære arveret til embedet som arvestatholder forlangte Generalstaterne, at hun – sammen med sin mand og deres børn – skulle bo i Nederlandene.
I de første år efter deres bryllup var fyrst Karl Christian kun på korte besøg i Nassau-Weilburg. I det meste af tiden passede han sine embeder i Nederlandene. Han var bl.a. guvernør i Maastricht i 1772–1781 og i Bergen op Zoom i 1773–1784.

## Forældre
Caroline af Oranien-Nassau-Dietz var datter af arvestatholder Vilhelm 4. af Oranien og prinsesse Anne af Storbritannien (datter af Georg 2. af Storbritannien).

## Familie
Caroline af Oranien var gift med fyrste Karl Christian af Nassau-Weilburg.
De fik 16 børn. Fem døtre og én søn nåede voksenalderen.
- George Willem Belgicus af Nassau-Weilburg (1760-1762)
- Willem Lodewijk Carel af Nassau-Weilburg (1761-1770)
- Augusta Maria Carolina af Nassau-Weilburg (1764-1802), nonne i Quedlinburg og Herford
- Wilhelmina Louise af Nassau-Weilburg (1765-1837), gift med Henrik 8. af Reuss
- Frederik Vilhelm, fyrste af Nassau-Weilburg (1768-1816), gift med borggrevinde Isabelle af Sayn-Hachenburg-Kirchberg (1772–1827), forældre til hertug Vilhelm 1. af Nassau (1792–1839).
- Carolina Louise Frederica (1770-1828), gift med Karl Ludwig fyrste til Wied
- Karel Lodewijk af Nassau-Weilburg (1772)
- Karel Frederik Willem af Nassau-Weilburg (1775-1807)
- Amalia Charlotte Wilhelmina Louise af Nassau-Weilburg (1776-1841), gift med Victor 2. af Anhalt-Bernburg-Schaumburg-Hoym
- Henriëtte (1780-1857), gift med Ludvig, prins af Württemberg
- fem unavngivne børn (1767, 1778, 1779, 1784 og 1785)